# Altinaï Petrović-Njegoš
Altinaï Esmée Petrović-Njegoš, nebo také Altinaï Esmée princezna Černohorská (* 27. října 1977, Les Lilas, Francie) je francouzská divadelní herečka, malířka, architektka a fotografka, rozená černohorská princezna – členka černohorské královské rodiny z dynastie Petrović-Njegoš.

## Život
Princezna Altinaï se narodila 27. října 1977 ve francouzském Les Lilas nedaleko Paříže jako první potomek Nikoly II. Petroviće-Njegoše, korunního prince černohorského a korunní princezny Francine Navarro.
Altinaï navštěvovala soukromou základní školu v Paříži, později studovala na École Nationale Supérieure d'Architecture, Le Fresnoy-Studio National des Arts Contemporains v Tourcoing na severu Francie a v roce 2006 se zúčastnila několika kurzů na prestižní škole San Antonio de los Baños' International School of Cinema and Television na Kubě.
Zúčastnila se mnoha architektonických projektů (byla šéfarchitektkou např. rekonstrukce prodejny módní společnosti Sisley na pařížské ulici Rue de Four), již dvakrát pořádala svou vlastní výstavu fotografií. Aktivně působí v soukromém pařížském spolku divadelních herců a několikrát byla kameramankou dokumentů pro nadaci černohorské královské rodiny Njegoskij fund.

## Manželství a děti
12. května 2009 se Altinaï provdala za Antona Martynova, původem ruského violoncellistu žijícího ve Francii. Svatba princezny Altinaï byla významnou událostí jak ve Francii, tak v Černé Hoře. Mezi svatebními hosty byl i černohorský prezident Filip Vujanović s první dámou Světlanou Tobeu, předseda vlády Černé Hory Milo Đukanović, francouzský ministr zahraničních věcí Bernard Kouchner a předseda vlády François Fillon a další. Novomanželé strávili dvoutýdenní svatební cestu na pronajatém neobydleném ostrově Tonžského království.
Mají jednoho potomka:
- Nikolas Baltazar (* 30. září 2009)

## Vyznamenání
Řád knížete Danila I.
Řád Petrovićů-Njegošů
Řád sv. Mauricia a sv. Lazara
Řád Neposkvrněného početí Panny Marie z Villa Vicosy
Řád sv. Petra Cetinjského